# Нижнє Алопово
Нижнє Алопово (рос. Нижнее Алопово) — присілок в Перемишльському районі Калузької області Російської Федерації.
Населення становить 76 осіб. Входить до складу муніципального утворення Присілок Покровське.

## Історія
Від 2004 року входить до складу муніципального утворення Присілок Покровське

## Населення
| 2002 | 2010 |
| ---- | ---- |
| 92   | ↘76  |